# Public Enemy No. 1 (pandilla)
Public Enemy No. 1 (acortado como PEN1; pronunciado  /ˈpiːnaɪ/), conocidos también como PENI Death Squad (ó PDS), es una pandilla callejera con presencia en prisiones formada en Long Beach, California, con sede en el Condado de Orange. En 2004, el Departamento de Justicia de California describió al PEN1 como "una de las pandillas más poderosas y de más rápido crecimiento dentro y fuera de la prisión", e informó que tenía alrededor de 200 miembros en todo el estado. Las principales actividades del grupo incluyen el robo de identidad, fraude con tarjetas de crédito y el tráfico de metanfetaminas.

## Historia
La pandilla Public Enemy No. 1 (PEN1) surgió de la escena hardcore punk en Long Beach, California, durante la década de 1980. Sin embargo, en los 90´s, la base de las operaciones de PEN1 estaban en el condado de Orange, donde la pandilla, comenzó a reclutar adolescentes blancos y se involucraron en el tráfico de metanfetamina, prostitución y el robo de identidad. La pandilla también formó vínculos con la Hermandad Aria y los Lowriders nazis en el sistema penitenciario.
Uno de los fundadores de la pandilla; Donald "Popeye" Mazza, se convirtió en miembro de la Hermandad Aria. Otro miembro fundador, Devlin "Gazoo" Stringfellow, fue asesinado a puñaladas por otros dos reclusos en la Prisión Estatal de Sacramento, el 10 de enero de 2018.
En junio de 2022, Donald "Popeye" Mazza se ha declarado culpable de los cargos de extorsión y conspiración en un tribunal federal.

## Simbología e identificación
La pandilla usa el símbolo numérico "737" para indicar asociación con la pandilla. Los números corresponden a las letras P, D y S en el teclado de un teléfono. Las iniciales significan PENI Death Squad, un nombre secundario del grupo.
Los miembros a menudo se marcan con tatuajes de diferentes siglas para la pandilla. Los diseños suelen incluir las palabras "PENI", "PDS" o los números "737", y a veces en forma de runas, como "ᛈᛖᚾᛁ" (PENI) o "ᛈᛞᛋ" (PDS), de los alfabetos rúnicos germánicos.

## Actividad criminal
El PEN1 está muy involucrado en el robo de identidad, que no es un delito asociado comúnmente a pandillas callejeras; la mayor parte de los ingresos de estos supuestamente se utiliza para financiar la venta de metanfetamina y otras operaciones. Originalmente, la pandilla comenzó asaltando buzones y botes de basura en busca de información personal, usándola dentro de bancos, compañías hipotecarias y departamentos estatales de vehículos para obtener acceso a perfiles crediticios. Esto llevó a las autoridades a solicitar que se elimine la información personal de maneras más indscretas para que los pandilleros no puedan utilizarla para identificar las direcciones de las casas de los agentes de policía. Además, PEN1 está involucrado en tráfico de drogas, asesinatos, asaltos, robo de automóviles, robo con allanamiento de morada y delitos contra la propiedad. El grupo también cuenta con una activa parte de miembros femeninos en las prisiones de California.

### Investigaciones y enjuiciamientos
El 14 de diciembre de 2006, 57 miembros de PEN1 fueron arrestados después de que cerca de 300 agentes de la ley pertenecientes a 25 agencias, incluidas la Oficina Federal de Investigaciones (FBI) y el Servicio de Alguaciles de EE. UU, realizaron redadas en 75 lugares en sur de California. También se decomisaron dos pistolas, una escopeta, un rifle y pequeñas cantidades de droga. Los arrestos se realizaron después de que las autoridades descubrieran los nombres de un fiscal del condado de Orange y cinco policías en una lista negra de PEN1 el mes anterior.
No fue hasta el 16 de diciembre de 2010, autoridades estadounidenses realizan la Operación Stormfront, donde 50 miembros del PEN1, la Hermandad Aria, Lowriders nazis y otras 3 organizaciones supremacistas blancos fueron arrestados en el Condado de Orange por varios cargos federales, incluido fraude criminal, venta ilegal de armas de fuego y narcóticos, una investigación conjunta del Departamento del Sheriff del Condado de Orange y la Oficina de Alcohol, Tabaco, Armas de Fuego y Explosivos (ATF).

## En la cultura popular y los medios
- La pandilla protagoniza un capítulo de la serie documental Gangland, temporada 6, episodio 14: "Public Enemy #1".
- En el largometraje de suspenso y crimen Shot Caller (2017), el corredor de bolsa y padre de familia Jacob Harlon (interpretado por Nikolaj Coster-Waldau ) provoca un fatal accidente automovilístico y es llevado a prisión, donde para sobrevivir tiene que unirse con pandilleros del PEN1, pasando a formar parte de la Hermandad Aria gracias a su relación con ellos.